# 李炫
李炫（1462年—？），字德哲，直隶永平府遷安縣人，军籍，明朝政治人物。

## 生平
順天府鄉試第九名舉人。弘治十二年（1499年）中式己未科會試第一百二十九名，二甲第八十名進士。歷官山东布政司右参议，正德十二年（1517年）五月改任辽东行太仆寺少卿，十六年三月升甘肃行太仆寺卿。

## 家族
曾祖李荣；祖李讓；父李蘂。母吴氏。慈侍下。弟李爟（義官）。